# Gand-Wevelgem 1937
La Gand-Wevelgem 1937, quarta edizione della corsa, si svolse il 13 maggio per un percorso di 160 km, con partenza a Gand ed arrivo a Wevelgem. Fu vinta dal belga Robert Van Eenaeme davanti ai connazionali Albert Ritserveldt e André Hallaert.

## Ordine d'arrivo (Top 10)
| Pos. | Corridore          | Tempo    |
| ---- | ------------------ | -------- |
| 1    | Robert Van Eenaeme | 4h20'00" |
| 2    | Albert Ritserveldt | s.t.     |
| 3    | André Hallaert     | a 15"    |
| 4    | Michel Verschueren | a 30"    |
| 5    | René De Walsche    | s.t.     |
| 6    | Pol Verschueren    | s.t.     |
| 7    | Joseph Croes       | s.t.     |
| 8    | Alphonse Demulder  | s.t.     |
| 9    | Marcel Van Schelle | a 1'40"  |
| 10   | Albert Van Herzele | a 3'20"  |